# Governo da Espanha
O Governo da Espanha, comumente chamado de Governo da Nação (em castelhano: Gobierno de la Nación), é o órgão constitucional que chefia o poder executivo do Reino da Espanha e conduz a Administração Geral do Estado. De acordo com a Constituição espanhola, suas funções são dirigir a política interna e externa, a administração civil e militar e a defesa do Estado; bem como exercer a função executiva e o poder regulador de acordo com a Constituição e as leis.
O Governo é politicamente dependente e responsável perante o Congresso dos Deputados, que o estabelece através da posse de seu Presidente, de acordo com o sistema parlamentar estabelecido pela Constituição. Além disso, o Congresso pode destituir o Governo por meio da chamada moção de censura. A sua regulamentação fundamental encontra-se no "Título IV" da Constituição, bem como no "Título V" do referido documento — relativo à sua relação com as Cortes Gerais. 
O atual Governo da Espanha é o Segundo Governo Sánchez, presidido por Pedro Sánchez Pérez-Castejón em uma coalizão entre o Partido Socialista Operário Espanhol (PSOE) e a coligação Unidas Podemos. É composto por vinte e dois ministérios, sendo três deles vice-presidências, além da Presidência do Governo. Sánchez assumiu o cargo em 2 de junho de 2018 após a adoção de uma moção de censura contra Mariano Rajoy (PP), seu antecessor. Após as eleições gerais de novembro de 2019, Sánchez foi investido pela segunda vez no cargo em 8 de janeiro de 2020.

## Princípios constitucionais
As ações do Governo da Espanha são regidas pelos seguintes princípios operacionais:
- Princípio da direção presidencial: o Presidente do Governo dirige os ministros e pode livremente nomeá-los ou exonerá-los.
- Princípio da responsabilidade: o Presidente é politicamente responsável pelas ações do Governo perante o Congresso dos Deputados. A eventual demissão do Presidente supõe a dissolução do Governo.
- Princípio da colegialidade: o Governo, entendido como Conselho de Ministros, é um órgão colegiado constituído por uma pluralidade de membros do Governo.
- Princípio da solidariedade: o Governo responde solidariamente pelos atos de cada um dos seus membros.
- Princípio departamental: os membros do Governo, além de membros do referido órgão colegiado, são também os chefes dos órgãos departamentais responsáveis por uma área de competência relativamente homogénea.

## Composição

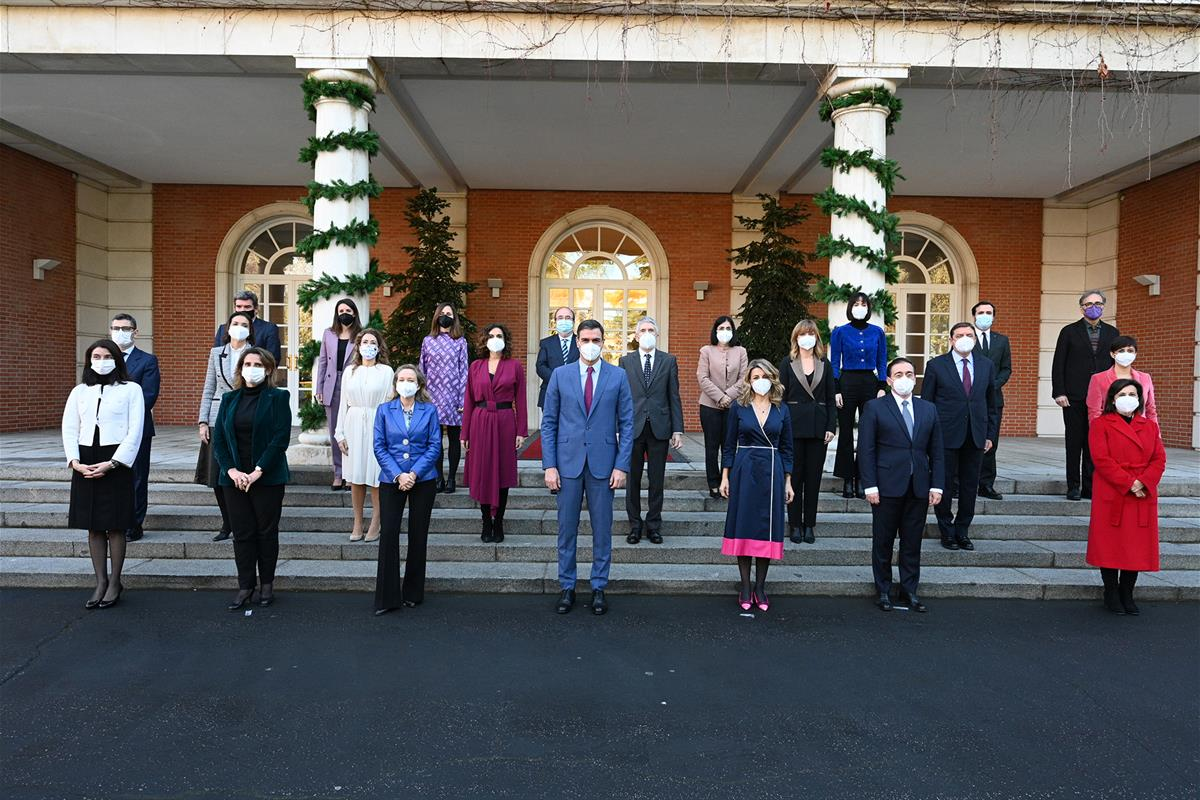
Ministros do Segundo Governo Sánchez, em 2021.

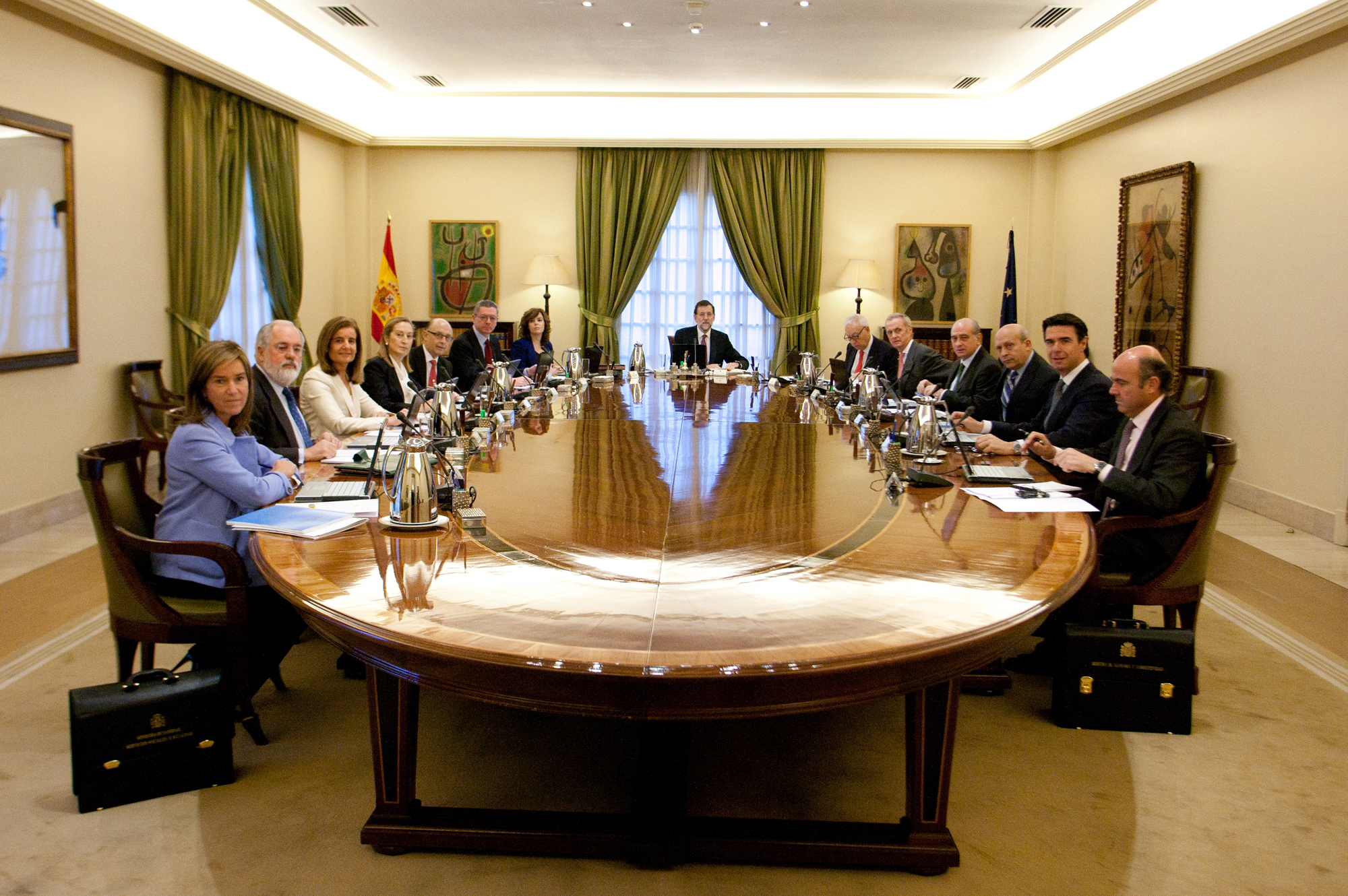
Reunião do Conselho de Ministros do Governo Rajoy, em 2011.

De acordo com o artigo 98 da Constituição espanhola e o Artigo I da Lei do Governo, o Governo da Espanha é composto por:
- Presidente do Governo.

- Vice-presidente ou vice-presidentes, sendo sua existência facultativa e não obrigatória. Suas funções são as que lhes são confiadas pelo Presidente, como substituí-lo em sua ausência ou indisponibilidade.

- Ministros de Estado cuja nomeação ou eventual exoneração é encargo do Rei sob consentimento do Primeiro-ministro. Suas funções são as do âmbito departamental de seus ministérios.

- Outros membros. Existe a possibilidade de incorporar outras figuras no governo por lei. No entanto, a Lei do Governo atualmente em vigor proíbe expressamente esta opção, que é constitucionalmente permitida.

### Requisitos
De acordo com o artigo 11 da Lei do Governo, "para ser membro do Governo, é necessário ser espanhol, maior de idade, gozar do direito de sufrágio ativo e passivo, bem como não estar inabilitado para o exercício de emprego ou posse por sentença firme tribunal."

### Jurisdição criminal
Os membros do Governo gozam de competência processual penal própria, pelo que terão de ser julgados pela Câmara Criminal do Supremo Tribunal.
A instauração de processo por crimes ou contra a segurança do Estado só pode responder à iniciativa de um quarto (1/4) do Congresso dos Deputados, aprovada por maioria absoluta dos mesmos, e não pode ser concedido indulto em tais casos.

## Atividades

### Relações com o Parlamento

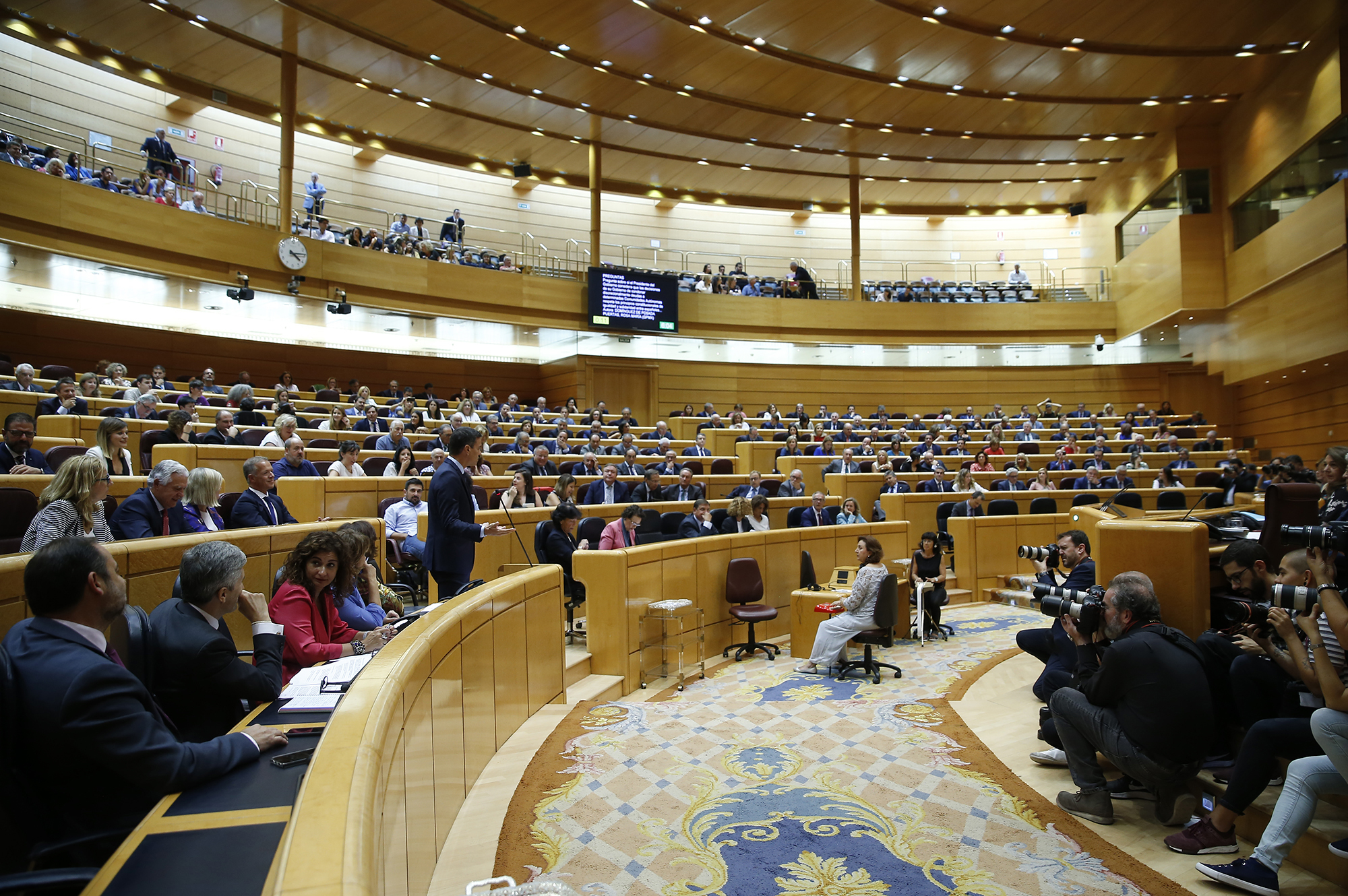
O Presidente do Governo Pedro Sánchez discursa na "sessão de controle" do Senado, em 2018.

O Reino da Espanha é uma monarquia constitucional em que as decisões executivas são tomadas pelo Governo. Mais especificamente, a Constituição espanhola descreve a forma de governo da Espanha como "Monarquia Parlamentar", na qual o monarca atua como moderador e não como fonte executora de autoridade. A Espanha possui um parlamento bicameral assimétrico, chamado de "Cortes Generales", composto pelo Congresso dos Deputados e pelo Senado. Embora tanto o Congresso quanto o Senado proponham legislação, ainda que por mecanismos processuais diferentes, o Governo tem o direito de ser consultado sobre tais propostas. O Governo também pode propor leis diretamente. Uma medida legislativa proposta pelo Governo é conhecida como "projeto de lei", em contraste à "proposição de lei" que é apresentada por uma das casas do parlamento.
Nem o Primeiro-ministro ou os ministros de Estado precisam ser membros das Cortes Gerais, mas o governo deve prestar contas ao Senado e ao Congresso em uma reunião parlamentar semanal conhecida como "Sessão de Controle". O questionamento de ministros de baixo escalão, como Secretários de Estado ou Subsecretários, deve ser feito nas Comissões Parlamentares. Apesar do Primeiro-ministro ser tipicamente eleito dentre os membros do Congresso, o atual primeiro-ministro Pedro Sánchez não era membro de nenhuma das câmaras quando do início de seu mandato.
No sistema parlamentarista, o Governo é obrigado a manter a confiança do Congresso dos Deputados. Na ausência de tal confiança, o Governo pode falhar ou provar ser incapaz de aprovar legislação. Existem dois procedimentos para verificar a confiança do Congresso no governo: a moção de desconfiança, pela qual os parlamentares podem pedir ao Congresso que rescinda sua confiança no Primeiro-ministro e eleja outro, e a questão de confiança (Parte V § 112), pela qual o primeiro-ministro questiona ao Congresso se ele apoia os programas políticos do governo em geral ou uma legislação específica. Uma perda por parte do Governo em ambos os casos pode resultar na destituição do Primeiro-ministro.

### Relações com a Coroa

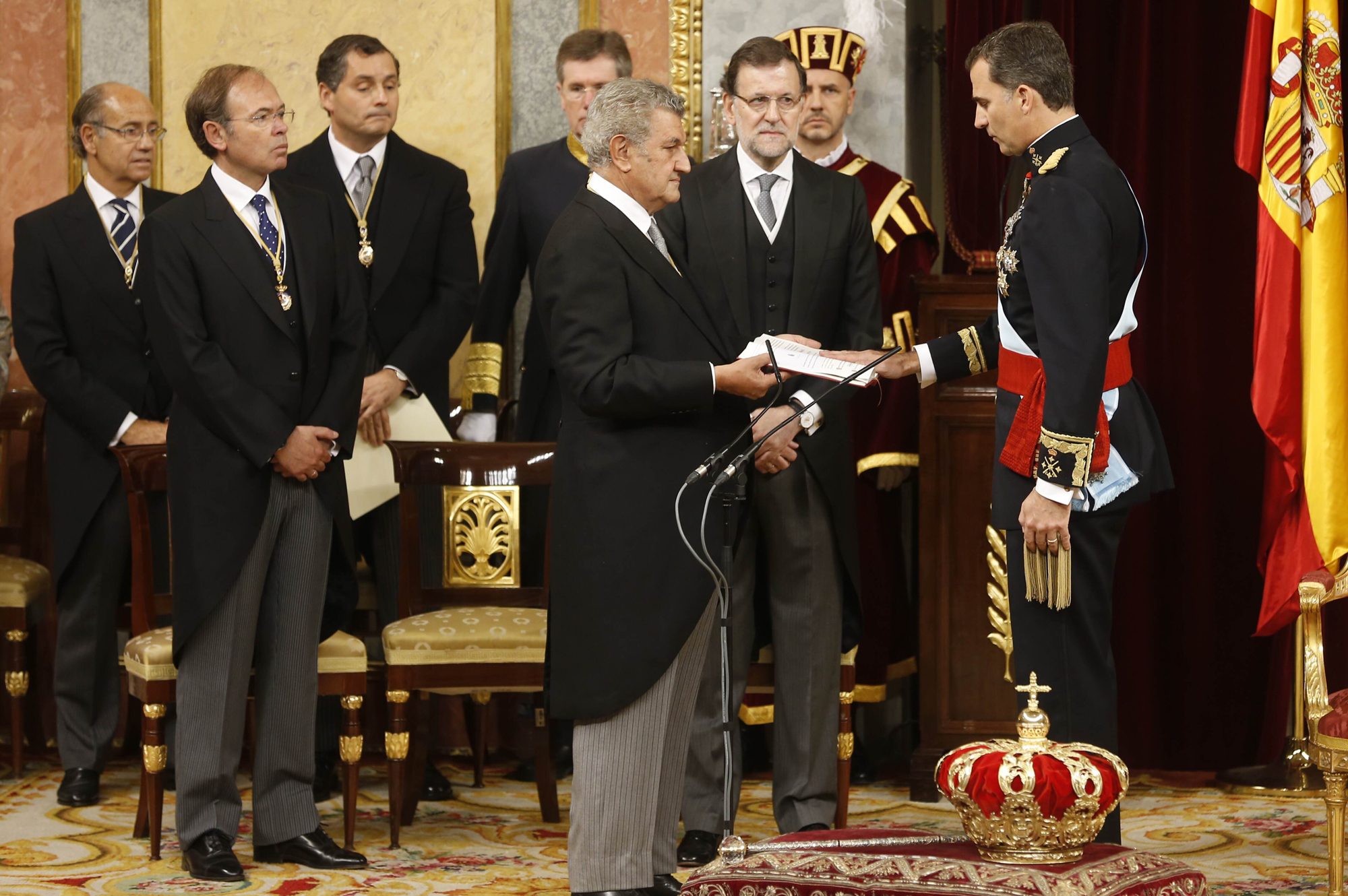

O monarca espanhol é o chefe de Estado e comandante-em-chefe das Forças Armadas. Como o monarca reina sobre uma monarquia parlamentarista, o poder executivo não pertence à Coroa e é independente dela. A Constituição confere ao monarca um papel simbólico, mas também um papel moderador, podendo este intervir em caso de conflito entre as instituições do país (Parte II § 56).
Em fevereiro de 1981, como comandante-em-chefe das Forças Armadas espanholas, o Rei Juan Carlos I suprimiu uma tentativa de golpe de Estado, atestando que o monarca possui mais poder do que a Constituição lhe concede. 

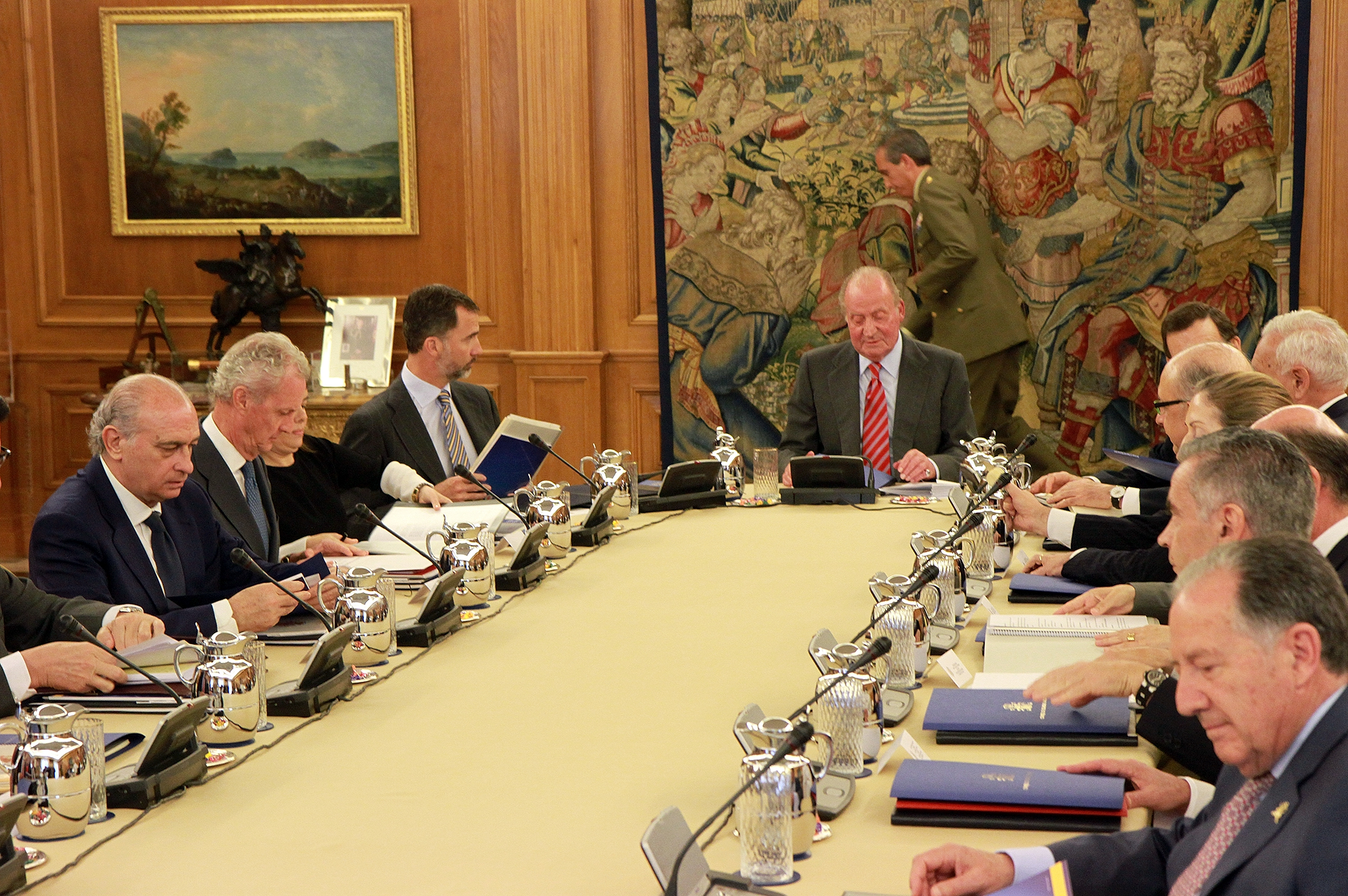
O então Rei Juan Carlos e Filipe, Príncipe das Astúrias presidem reunião do Conselho de Segurança Nacional, em 2013.

A Constituição também concede ao monarca alguns poderes conhecidos como Prerrogativas Reais. Essas prerrogativas vão desde a assinatura de tratados internacionais, até a declaração de guerra e paz ou a dissolução do parlamento. No entanto, com a transição à democracia, essas prerrogativas foram regulamentadas e a maioria delas deve ser referendada pelo Parlamento.
Embora não integre oficialmente o poder executivo, o monarca espanhol é informado dos assuntos de Estado pelo Primeiro-ministro, podendo inclusive expressar suas inclinações sobre determinadas diretrizes de governo. De igual forma, o monarca é simbolicamente convidado para a sessão inaugural do Conselho de Ministros de cada novo governo e para as reuniões de órgãos como o Conselho de Segurança Nacional.